# Парк природе Тиквара
Тиквара је парк природе III категорије. Представља природно добро које се налази на територији Општине Бачке Паланке.

## Статус
Статус парка природе Тиквара је дефинисан Законом о заштити животне средине,"Службени гласник Републике Србије" бр. 66-91 и Службеним гласником Републике Србије бр. 30-92.

## Историјат и настанак
Тиквара је мртваја настала као последица висинског односа воде Дунава при високим водостајима и ниског приобаља. Овај природни феномен настао је током вековног деловања Дунава на околни терен, стварајући јединствен екосистем који данас представља једно од најзначајнијих природних добара Војводине.

## Биодиверзитет и екосистем
На простору природног добра доминирају шуме меких лишћара, које чине основу богатог екосистема. Читав простор је испреплетан рукавцима Дунава као и барским површинама, што ствара идеалне услове за развој разноврсне флоре и фауне. Овде се могу наћи бројне врсте птица, укључујући лабудове, чапље и друге водене птице које користе ово подручје као станиште или место одмора током миграција.
Шумски комплекс Тикваре карактеришу врбе, тополе и јове, док се у подводном свету језера развија богата ихтиофауна која привлачи риболовце из целе регије.

## Плаже на Тиквари
Језеро „Тиквара" има 3 плаже а то су велика плажа, мала плажа и плажа "Попово". Самим тим „Тиквара" има добре услове за развој летњег туризма. Плаже су опремљене основном инфраструктуром за пријем посетилаца и пружају могућности за различите рекреативне активности.

## Географски положај
Простире се на територији Општине Бачка Паланка. Простор овог природног добра је у друштвеној својини, а највећи део површине припада ЈП „Србијашуме" , ШУ Бачка Паланка.
Природно добро „Тиквара" је јасно омеђен и компактан ритски комплекс. Налази се на јужном делу Бачке на инундационом подручју средњег тока Дунава на његовој левој обали између 1297. и 1305. километра. Северну границу добра чини висока обала и одбрамбени насип, а јужну границу река Дунав. Источно је насип пута за мост Бачка Паланка - Илок, док границу на западу чини КО Младеново и КО Бачка Паланка.
Просторним планом Војводине Бачка Паланка је назначена као простор погодан за успостављање просторних услова развоја туризма и спорта. Природно добро „Тиквара" је вреднована као II категорија речних наутичких центара на Дунаву и као центар са могућношћу развоја риболовног туризма и спортова на води и обезбеђења услова за такмичења и манифестације до међународног нивоа.

## Туристички потенцијал
Језеро Тиквара представља најатрактивније језеро на подручју општине Бачка Паланка. Парк природе пружа изузетне могућности за развој еко-туризма, спортског риболова, наутичког туризма и едукативних програма. Близина Дунава и положај између Бачке Паланке и реке чине ову локацију стратешки важном за туристички развој региона.
Структурна површина природног добра „Тиквара":
НАЗИВ ПОВРШИНА
Природно добро „Тиквара" 508 ха
Шуме 397 ха
Баре 42 ха

## Занимљивост
Језеро Тиквара је једино природно језеро на целом току Дунава.

## GPS подаци
- централне координате: 45 14' 15¨ - N 19 22' 55¨ - Е (по Гриничу)
- габаритне координате: 45 14' 02¨ N - 45 14' 54¨ N - СГШ 19 18' 30¨ Е - 19 24' 08¨ Е - ИГШ (по Гриничу)
- надморска висина: мин: 78,6 маx: 82,8

- Породица лабудова
- Чапља - парк природе „Тиквара"